# Station Mehrhoog
Station Mehrhoog is een spoorwegstation in het Duitse dorp Mehrhoog, in de deelstaat Noordrijn-Westfalen, in de buurt van de stad Wesel. Het station heeft een directe verbinding met Arnhem. De volgende treinserie stopt op dit station:

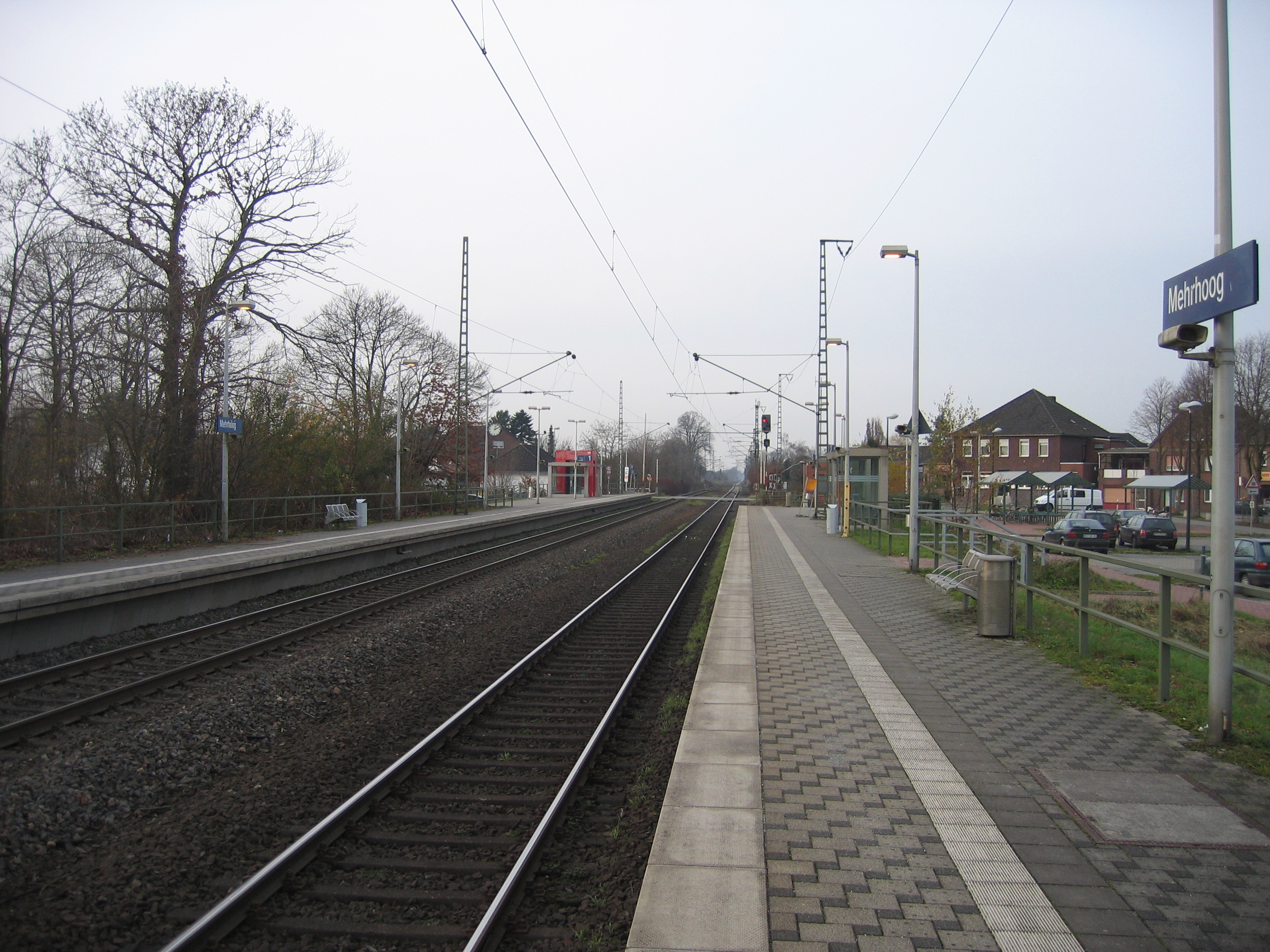
Zicht op de perrons

| Serie       | Treinsoort                          | Route | Bijzonderheden       |
| ----------- | ----------------------------------- | --- | -------------------- |
| 20000 RE 19 | Regional-Express (VIAS)             | Arnhem Centraal – Zevenaar – Emmerich-Elten – Emmerich – Mehrhoog – Wesel – Oberhausen Hbf – Duisburg Hbf – Düsseldorf Flughafen – Düsseldorf Hbf | Rhein-IJssel-Express |
| RE 5 (RRX)  | Regional-Express (National Express) | Wesel – Oberhausen Hbf – Duisburg Hbf – Düsseldorf Hbf – Köln Hbf – Bonn Hbf – Remagen – Andernach – Koblenz Hbf                                  | Rhein-Express        |

-0,1: Oberhausen Hbf ·
4,2: Oberhausen-Sterkrade ·
7,7: Oberhausen-Holten ·
13,9: Dinslaken ·
18,8: Voerde (Niederrhein) ·
23,3: Friedrichsfeld (Niederrhein) ·
26,7: Wesel ·
29,3: Wesel-Feldmark ·
31,0: Kanonenberge ·
34,4: Diersfordt ··
39,1: Mehrhoog ·
44,8: Haldern (Rheinl) ·
48,7: Empel-Rees ·
50,4: Millingen (b Rees) ·
54,6: Praest ·
60,8: Emmerich ·
69,6: Elten